# Claude Tetot
 (avril 2022).
Si vous disposez d'ouvrages ou d'articles de référence ou si vous connaissez des sites web de qualité traitant du thème abordé ici, merci de compléter l'article en donnant les références utiles à sa vérifiabilité et en les liant à la section « Notes et références ».
 (avril 2022).
La mise en forme du texte ne suit pas les recommandations de Wikipédia : il faut le « wikifier ».
Les points d'amélioration suivants sont les cas les plus fréquents. Le détail des points à revoir est peut-être précisé sur la page de discussion.
- Les titres sont pré-formatés par le logiciel. Ils ne sont ni en capitales, ni en gras.
- Le texte ne doit pas être écrit en capitales (les noms de famille non plus), ni en gras, ni en italique, ni en « petit »…
- Le gras n'est utilisé que pour surligner le titre de l'article dans l'introduction, une seule fois.
- L'italique est rarement utilisé : mots en langue étrangère, titres d'œuvres, noms de bateaux, etc.
- Les citations ne sont pas en italique mais en corps de texte normal. Elles sont entourées par des guillemets français : « et ».
- Les listes à puces sont à éviter, des paragraphes rédigés étant largement préférés. Les tableaux sont à réserver à la présentation de données structurées (résultats, etc.).
- Les appels de note de bas de page (petits chiffres en exposant, introduits par l'outil «  Source ») sont à placer entre la fin de phrase et le point final[comme ça].
- Les liens internes (vers d'autres articles de Wikipédia) sont à choisir avec parcimonie. Créez des liens vers des articles approfondissant le sujet. Les termes génériques sans rapport avec le sujet sont à éviter, ainsi que les répétitions de liens vers un même terme.
- Les liens externes sont à placer uniquement dans une section « Liens externes », à la fin de l'article. Ces liens sont à choisir avec parcimonie suivant les règles définies. Si un lien sert de source à l'article, son insertion dans le texte est à faire par les notes de bas de page.
- La présentation des références doit suivre les conventions bibliographiques. Il est recommandé d'utiliser les modèles {{Ouvrage}}, {{Chapitre}}, {{Article}}, {{Lien web}} et/ou {{Bibliographie}}. Le mode d'édition visuel peut mettre en forme automatiquement les références.
- Insérer une infobox (cadre d'informations à droite) n'est pas obligatoire pour parachever la mise en page.

Pour une aide détaillée, merci de consulter Aide:Wikification.
Si vous pensez que ces points ont été résolus, vous pouvez retirer ce bandeau et améliorer la mise en forme d'un autre article.
Claude Tétot, né à Angoulême en 1960, est un peintre abstrait français.

## Biographie
Son père est ingénieur, sa mère professeur, il a deux frères. Après quelques années à Hambourg et au nord de Brest, la famille s’installe à Nantes où il passe la plus grande partie de son enfance.
A 17 ans, il rejoint l’école Yves Derval, école de peinture et de décoration à Surgères en Charente-Maritime. Il y passe deux ans.
En 1980, après une année probatoire à Paris à l’école Met de Penninghen il intègre l’ESAG, Ecole Supérieure d’Arts Graphiques pour un cursus de trois ans. Roman Cieslewicz sera son maître de thèse et restera pour lui une rencontre importante. 
À la sortie de ses études, il travaille dans le domaine du graphisme, de la mode et de la communication. Il fréquente de plus en plus les musées et surtout le centre Pompidou qui sera pour lui un lieu de découvertes. A cette période il commence à prendre des notes en dessin, sur des carnets qui seront par la suite l’élément de base de son travail sur toiles.
En 1989 il part travailler sept mois en Italie, toujours dans le domaine de la communication. Durant cette période, ses recherches sur les carnets s’intensifient.
De retour à Paris, il s’installe dans un atelier près de Pigalle dans lequel il va vivre et développer sa peinture sur papier et toile libre. À partir de cette période débute un réel travail de fond, de défrichage et de recherche entre carnets, papiers et essais sur toiles. Il ne fréquente pas les galeries, ni le monde de l’art mais se consacre exclusivement à trouver son propre chemin, son propre style. 
Il prend contact avec le monde de l’art en 1998 et cherche à présenter son travail. 
La première rencontre se fait avec Frédéric Valabrègue qui lui écrira un texte « Le cercle Nautique de Pékin » de même qu’Etienne Jollet. Puis Pierre Wat lui propose d’exposer pour une carte blanche à la maison d’art contemporain Chailloux, dirigée par Marcel Lubac en 2001.
A cette occasion, Philippe Dagen, critique d’Art au Monde fera un article élogieux de son travail. 
Olivier Delavallade l’invite en 2002 à « l’Art dans les Chapelles » à la Chapelle Saint Fiacre, Melrand. En 2003, il expose avec Daniel Dezeuze au Crédac, galerie Fernand Léger. 
Sa première collaboration avec une galerie a lieu en 2004 avec la galerie Suzanne Tarasiève qui le présente à la FIAC.
En 2006, il rejoint la galerie Jean Fournier qui expose son travail l’année suivante.
À la suite d’une visite à son atelier, Éric de Chassey le met en relation avec Bernard Ceysson qui l’expose une première fois à Saint-Etienne à la galerie Bernard Ceysson, en 2007.
Depuis, ses œuvres sont présentées dans les Collections Publiques et Privées. Il est régulièrement exposé en France et en Europe. Plusieurs catalogues accompagnent ces expositions et en 2018, une monographie de 130 pages, est enrichie des textes de Raphael Rubinstein, Joe Fyfe, Eric Suchère et de Pierre Wat qui fera également un entretien :

« je dois rester extrêmement vigilant et casser ce qui m’enferme. C’est ce que j’appelle la recherche : chercher ce qui me libérera de ce que j’ai trouvé. »

Joe Fyfe compare ses toiles aux travaux d'artistes tels que Bernard Piffaretti.

## Expositions

### Expositions personnelles
- 2022 : Galerie, Amélie, Maison d’art
- 2021 : Exposition aux Cimaises, invitation Poing de Vues, Saint Etienne
- 2020 : Résidence d’artistes, auprès de Delphine Chapuis, sérigraphe, St Etienne
- 2019 : Galerie Renaud Riley, Bruxelles, Belgique
- 2017 : Résidence Arthouse, Tulum, Mexique
- 2016 : Galerie Jean Fournier
- 2014 : Galerie Bernard Ceysson, Saint-Etienne
- 2013 : Moments Artistiques, Paris
- 2013 : Galerie Jean Fournier, Paris
- 2011 : Galerie Jean Fournier, Paris
- 2011 : Galerie Bernard Ceysson, Luxembourg
- 2011 : Galerie Ruth Leuchter, Düsseldorf
- 2009 : Galerie Jean Fournier, Paris
- 2009 : Galerie Bernard Ceysson, Luxembourg
- 2007 : Galerie Jean Fournier, Paris
- 2007 : Galerie Bernard Ceysson, Saint-Etienne
- 2006 : "Le Ring", Artothèque de Nantes
- 2004 : Galerie Suzanne Tarasiève, Paris
- 2003 : Galerie Fernand Léger, Crédac, Centre d’art contemporain d’Ivry-sur-Seine
- 2003 : Espace Commines, Paris
- 2002 : "L’Art dans les Chapelles", Chapelle Saint-Fiacre, Melrand

## Livres et catalogues
- Claude Tetot (Texte Etienne Jollet - Frédéric Valabrègue), Le Cercle nautique de Pékin - Edition Fredéric Valabrègue, 2000.
- Claude Tetot (Texte Pierre Wat), Le petit Chaillioux- Edition Maison d’art contemporain Chaillioux, 2000.
- Claude Tetot, L’art dans les chapelles, édition art dans les chapelles Texte Olivier Delavallade, 2002.
- Claude Tetot (Texte Pierre Wat), Centre d’art d’Ivry, 2003.
- Claude Tetot, Villa Tamaris centre d’art -Autour de Pierre Buraglio, 2009.
- Claude Tetot, Galerie Jean Fournier, édition Jean Fournier Texte Pierre Wat, 2009.
- Claude Tetot, Catalogue Art Brussel, 2009.
- Claude Tetot, 20 ans de la MACC, édition La MACC, 2010.
- Claude Tetot, Galerie Jean Fournier, Edition Lienard Texte Eric Suchère, 2011.
- Claude Tetot (Texte Vincent Ejarque), 7000- WB édition, 2012.
- Claude Tetot, Musée des beaux-Arts de Bernay - Et que l’aventure continue, 2014.
- Claude Tetot, The Drawer, vol. 9, Paris, Texas, Edition The Drawer, 2015.
- Claude Tetot, Journal, Galerie Jean Fournier, 2016.
- Claude Tetot (Texte Raphael Rubinstein, Joe Fyfe, Pierre Wat, Eric Suchère Entretien Pierre Wat), Monographie Français, Anglais, 2018.

## Collections

### Collections publiques
- Artothèques : Nantes, Limousin, La Roche-Sur-Yon
- FNAC Paris
- FRAC Auvergne
- Ministère des affaires étrangères

### Collections privées
- Banque du Luxembourg
- François Pinault

Soutenu en 2019, 2020, 2021 par la fondation Alphonse pour l'art contemporain.